# Маркус Годіньйо
Маркус Годіньйо (англ. Marcus Godinho, нар. 28 червня 1997, Торонто) — канадський футболіст, захисник польського клубу «Корона» (Кельці) та національної збірної Канади. Відомий за виступами в низці канадських і закордонних клубів. Чемпіон Канади.

## Клубна кар'єра
Маркус Годіньйо народився 1997 року в місті Торонто, та є вихованцем футбольної школи клубу «Торонто». У 2015 році футболіст розпочав грати за другу команду клубу «Торонто», а на початку 2016 року грав у складі клубу «Вон Адзуррі». Ще в 2016 році Годіньйо перейшов до шотландського клубу «Гартс», а в 2017 році клуб відправив канадця в оренду до іншого шотландського клубу «Бервік Рейнджерс». У 2018 році футболіст повернувся до «Гартс», та грав у його складі до 2019 року.
У 2019 році Маркус Годіньйо перейшов до німецького клубу «Цвікау». У 2021 році футболіст повернувся на батьківщину до клубу Major League Soccer «Ванкувер Вайткепс», у складі якого в 2022 році став чемпіоном Канади. З 2023 року канадський захисник грає у складі польського клубу «Корона» (Кельці).

## Виступи за збірну
У 2018 році Маркус Годіньйо дебютував у складі національної збірної Канади. У складі збірної був учасником розіграшу Золотого кубка КОНКАКАФ 2019 року. До 2020 року футболіст зіграв у складі збірної 5 матчів, у яких забитими голами не відзначився.

## Титули і досягнення
- Чемпіон Канади (1):

«Ванкувер Вайткепс»: 2022